# Gründau (Fluss)
Die Gründau ist ein gut dreißig Kilometer langer, rechtsseitiger und nordöstlicher Zufluss der Kinzig im Main-Kinzig-Kreis im Südosten Hessens. Der Oberlauf der Gründau, bis zur Straßenbrücke der ehemaligen L 3271 (km 17+019) nordöstlich des Ortsteils Hain-Gründau, der Gemeinde Gründau, wird als Litterbach bezeichnet.

## Name
Der Fluss wird 1173 als Grindaha erstmals schriftlich erwähnt. Der Name setzt sich zusammen aus dem Hydronym -aha und dem mittelhochdeutschen Bestimmungswort grint, welches 'Grind, Haarausfall', aber auch 'Bergrücken, Felsköpfe, Bodenerhebungen' bedeuten kann. Die Bedeutung wäre demnach etwa 'Fluss, der vom Berg kommt'. Später wird die Endung zu -au umgedeutet.

## Geographie

### Verlauf
Die Gründau entspringt als Litterbach (früher auch: Littergrundbach) bei Spielberg im Gebiet der Gemeinde Brachttal und fließt durch das gleichnamige Tal im Büdinger Wald, dann an Breitenborn, Hain-Gründau und Mittel-Gründau vorbei durch das Niedergründauer Naturschutzgebiet; sie mündet bei Langenselbold südwestlich des Kinzigsees in die Kinzig.

### Einzugsgebiet
Die Gründau entwässert oberirdisch etwa 95,5 km². Ihr Einzugsgebiet liegt in einer Landschaft mit mäßig bewegtem Relief, die durch Äcker, Wiesen und Weiden geprägt ist. Es herrschen natürliche Abflussverhältnisse und größere versiegelte Flächen, künstliche Rückhaltemaßnahmen oder Hochwasserrückhaltebecken gibt es (bisher) nicht (in Gettenbach gibt es bereits ein Rückhaltebecken, in Breitenborn ist eines geplant; ein Investor hat – mehr oder weniger beiläufig als eine Möglichkeit weiterer Energieeinsparung – vorgeschlagen, ein Pumpspeicherwerk zu errichten, ohne aber aktuell Absichten dazu zu haben).

### Zuflüsse
- Bocksgraben  (links)
- Waschbach (rechts)
- Gettenbach (links)
- Hühnerflüsschen (früher Hünerfluss, links)
- Hausemichgraben (rechts)
- Mittel-Gründau-Bach (rechts)

### Flusssystem Kinzig
- Fließgewässer im Flusssystem Kinzig

### Ortschaften an der Gründau
- Gründau
  - Gettenbach
  - Hain-Gründau
  - Mittel-Gründau
  - Niedergründau
- Langenselbold

## Geschichte
Im Jahre 1771 beantragten Jacob und Johann Wilhelm Köhler aus Langenselbold die Erlaubnis zum Holzflößen bei der Büdinger Rentkammer. Die Antragsteller hatten viel Holz im Büdinger Wald des Wächtersbacher Stammteils (Grafschaft Ysenburg und Büdingen in Wächtersbach) gekauft. Eine Straße oder ein Weg entlang der Gründau von (damals) Breitenborn A. W. (A. W. = Amt Wächtersbach) bis Langenselbold gab es nicht, denn es fehlte eine Brücke über die Gründau bei Hain-Gründau. Die beiden wollten eine Konzession zur Holzflößerei für sechs Jahre erhalten.
Nach Anhörung der Gemeindevorsteher wurde der Vertrag abgeschlossen, die Ufer von Gebüsch befreit und die Bach geputzt (aufgeräumt), eine Flurbezeichnung Bachputzer-Loch gab es noch bis Mitte des 20. Jahrhunderts am Oberlauf der Gründau bzw. ihrer Zuflüsse im Büdinger Wald. Im Frühjahr 1771 fuhr man das kurzgeschnittene Buchenholz zur Gründau (unterhalb von Breitenborn) und warf es in den Bach, in Langenselbold fischte man es wieder heraus. Die Flößerei führte zu etlichen Streitigkeiten der Anlieger von Hain-Gründau und Mittel-Gründau mit den Flößunternehmern und den verschiedenen ysenburgischen Regierungen in Büdingen (Ysenburg und Büdingen in Büdingen für Hain und Mittel-Gründau) und Offenbach (Isenburg und Büdingen in Birstein für Langenselbold). Nach 20 Jahren hörte man nichts mehr von der Flößerei.